# 2006年トルコグランプリ
2006年トルコグランプリ (II Petrol Ofisi Turkish Grand Prix) は、2006年F1世界選手権の第14戦として、2006年8月27日にイスタンブール・パークで開催された。

## 概要
BMWザウバーは金曜日のプラクティスに19歳のセバスチャン・ベッテルをテストドライバーとして出走させた。ベッテルはこのセッションでベストタイムを記録した。
フェラーリのフェリペ・マッサが初のポールポジションを獲得し、レースもポール・トゥ・ウィンで初優勝した。前戦のハンガリーでジェンソン・バトンが勝利し、2戦連続で優勝者がそのキャリアにおける初勝利を達成したレースとなった。このように2戦連続初勝利というのは2003年シーズンのマレーシアにおけるキミ・ライコネン、ブラジルにおけるジャンカルロ・フィジケラ以来のものであった。
チャンピオン争いではアロンソが2位となり、3位のシューマッハとのポイント差を広げた。レース序盤はマッサ、シューマッハ、アロンソの順で走行していたが、セーフティーカー導入時にマッサとシューマッハを同時にピットインさせたフェラーリの判断が凶と出た。シューマッハはマッサの作業が終わるまで待たされ、その間にアロンソが順位を逆転した。
勝者マッサが北キプロス・トルコ共和国大統領メフメト・アリ・タラートから優勝トロフィーを受け取ったことで、論争が引き起こされた。北キプロス・トルコ共和国はトルコのみが承認している。キプロス共和国政府はFIAに公式に提訴した。FIAは事件調査の後、2006年9月19日にグランプリオーガナイザーに対して500万ドルの罰金を科した。

## 金曜出走ドライバー
| コンストラクター        | 国籍             | ドライバー               |
| ----------------------- | ---------------- | ------------------------ |
| ウィリアムズ-コスワース | オーストリアの旗 | アレクサンダー・ヴルツ   |
| ホンダ                  | イギリスの旗     | アンソニー・デビッドソン |
| レッドブル-フェラーリ   | オランダの旗     | ロバート・ドーンボス     |
| BMWザウバー             | ドイツの旗       | セバスチャン・ベッテル   |
| MF1-トヨタ              | スイスの旗       | ジョルジオ・モンディーニ |
| トロ・ロッソ-コスワース | スイスの旗       | ニール・ジャニ           |
| スーパーアグリ-ホンダ   | フランスの旗     | フランク・モンタニー     |

## 予選結果
From :
| 順位 | 国籍               | ドライバー                 | コンストラクター        | Part 3   | Part 2   | Part 1   |
| ---- | ------------------ | -------------------------- | ----------------------- | -------- | -------- | -------- |
| 1    | ブラジルの旗       | フェリペ・マッサ           | フェラーリ              | 1:26.907 | 1:27.059 | 1:27.306 |
| 2    | ドイツの旗         | ミハエル・シューマッハ     | フェラーリ              | 1:27.284 | 1:25.850 | 1:27.385 |
| 3    | スペインの旗       | フェルナンド・アロンソ     | ルノー                  | 1:27.321 | 1:26.917 | 1:27.861 |
| 4    | イタリアの旗       | ジャンカルロ・フィジケラ   | ルノー                  | 1:27.564 | 1:27.346 | 1:28.175 |
| 5    | ドイツの旗         | ラルフ・シューマッハ*      | トヨタ                  | 1:27.569 | 1:27.062 | 1:27.668 |
| 6    | ドイツの旗         | ニック・ハイドフェルド     | BMWザウバー             | 1:27.785 | 1:27.251 | 1:28.200 |
| 7    | イギリスの旗       | ジェンソン・バトン         | ホンダ                  | 1:27.790 | 1:26.872 | 1:28.222 |
| 8    | フィンランドの旗   | キミ・ライコネン           | マクラーレン-メルセデス | 1:27.866 | 1:27.202 | 1:28.236 |
| 9    | ポーランドの旗     | ロバート・クビサ           | BMWザウバー             | 1:28.167 | 1:27.405 | 1:28.212 |
| 10   | オーストラリアの旗 | マーク・ウェバー           | ウィリアムズ-コスワース | 1:29.436 | 1:27.608 | 1:28.307 |
| 11   | オーストリアの旗   | クリスチャン・クリエン     | レッドブル-フェラーリ   |          | 1:27.852 | 1:28.271 |
| 12   | スペインの旗       | ペドロ・デ・ラ・ロサ       | マクラーレン-メルセデス |          | 1:27.897 | 1:28.403 |
| 13   | イタリアの旗       | ヤルノ・トゥルーリ         | トヨタ                  |          | 1:27.973 | 1:28.549 |
| 14   | ブラジルの旗       | ルーベンス・バリチェロ     | ホンダ                  |          | 1:28.257 | 1:28.411 |
| 15   | ドイツの旗         | ニコ・ロズベルグ           | ウィリアムズ-コスワース |          | 1:28.386 | 1:28.889 |
| 16   | オランダの旗       | クリスチャン・アルバース*  | MF1-トヨタ              |          | 1:28.639 | 1:29.021 |
| 17   | イギリスの旗       | デビッド・クルサード       | レッドブル-フェラーリ   |          |          | 1:29.136 |
| 18   | アメリカ合衆国の旗 | スコット・スピード         | トロ・ロッソ-コスワース |          |          | 1:29.158 |
| 19   | イタリアの旗       | ヴィタントニオ・リウッツィ | トロ・ロッソ-コスワース |          |          | 1:29.250 |
| 20   | ポルトガルの旗     | ティアゴ・モンテイロ       | MF1-トヨタ              |          |          | 1:29.901 |
| 21   | 日本の旗           | 山本左近                   | スーパーアグリ-ホンダ   |          |          | 1:30.607 |
| 22   | 日本の旗           | 佐藤琢磨                   | スーパーアグリ-ホンダ   |          |          | 1:30.850 |

*：ラルフ・シューマッハとクリスチャン・アルバースの両名はエンジン交換のため10位降格のペナルティが科された。従ってラルフは15番手、アルバースは22番手スタートとなった。

## 決勝

### 展開
オープニングラップでフィジケラがスピン、後方で接触事故がおこりライコネンやスピード、佐藤、モンテイロらがそのあおりを食うかたちとなったが、その場でリタイヤとなったのはモンテイロのみであった。しかしライコネンは翌周にリタイヤ、佐藤も長い時間ピットガレージの中で過ごすことになるが、スーパーアグリの新パーツのデータを取るためにリタイヤを選択せず、10数周遅れでサーキットに再度送り出された。
レースは12周目に大きく動いた。リウッツィがスピンしコース上に止まってしまう。これによりセーフティカーが導入され、各車がピットインする。フェラーリはマッサとシューマッハの両名がピットインすることになるが、シューマッハはマッサの後ろで待たされることになってしまう。このすきにアロンソが2位に順位を上げた。
その後はロズベルグのトラブル、アルバース(入賞圏内直前までポジションを上げていた)のクラッシュなどがあったが、上位勢の順位に大きな変動はなく、シューマッハは2度目のピットインでもアロンソの前に出ることはできず、最後0.1秒差まで差を詰めるものの、アロンソを上回ることはできず、ドライバーズチャンピオンシップとの差をさらに詰めることはできなかった。
その一方でマッサは67戦目での初優勝をポール・トゥ・ウィンで飾った。これによりルノーとのコンストラクターズポイント差を詰めることに成功した。
その後方では前戦のウィナー、バトンが4位でフィニッシュ。バリチェロも8位に入りホンダ勢はダブル入賞となった。前レースで初の表彰台に上がったデ・ラ・ロサも1ストップ作戦を上手く成功させ5位。6位はフィジケラ、7位はラルフ・シューマッハだった。

### 結果
From :
| 順位     | No | 国籍               | ドライバー                 | コンストラクター        | 周回 | タイム        | グリッド | ポイント |
| -------- | -- | ------------------ | -------------------------- | ----------------------- | ---- | ------------- | -------- | -------- |
| 1        | 6  | ブラジルの旗       | フェリペ・マッサ           | フェラーリ              | 58   | 1:28:51.082   | 1        | 10       |
| 2        | 1  | スペインの旗       | フェルナンド・アロンソ     | ルノー                  | 58   | +5.575 secs   | 3        | 8        |
| 3        | 5  | ドイツの旗         | ミハエル・シューマッハ     | フェラーリ              | 58   | +5.656 secs   | 2        | 6        |
| 4        | 12 | イギリスの旗       | ジェンソン・バトン         | ホンダ                  | 58   | +12.334 secs  | 6        | 5        |
| 5        | 4  | スペインの旗       | ペドロ・デ・ラ・ロサ       | マクラーレン-メルセデス | 58   | +45.908 secs  | 11       | 4        |
| 6        | 2  | イタリアの旗       | ジャンカルロ・フィジケラ   | ルノー                  | 58   | +46.594 secs  | 4        | 3        |
| 7        | 7  | ドイツの旗         | ラルフ・シューマッハ       | トヨタ                  | 58   | +59.337 secs  | 15       | 2        |
| 8        | 11 | ブラジルの旗       | ルーベンス・バリチェロ     | ホンダ                  | 58   | +60.034 secs  | 13       | 1        |
| 9        | 8  | イタリアの旗       | ヤルノ・トゥルーリ         | トヨタ                  | 57   | +1 lap        | 12       |          |
| 10       | 9  | オーストラリアの旗 | マーク・ウェバー           | ウィリアムズ-コスワース | 57   | +1 lap        | 9        |          |
| 11       | 15 | オーストリアの旗   | クリスチャン・クリエン     | レッドブル-フェラーリ   | 57   | +1 lap        | 10       |          |
| 12       | 17 | ポーランドの旗     | ロバート・クビサ           | BMWザウバー             | 57   | +1 lap        | 8        |          |
| 13       | 21 | アメリカ合衆国の旗 | スコット・スピード         | トロ・ロッソ-コスワース | 57   | +1 lap        | 17       |          |
| 14       | 16 | ドイツの旗         | ニック・ハイドフェルド     | BMWザウバー             | 56   | +2 laps       | 5        |          |
| 15       | 14 | イギリスの旗       | デビッド・クルサード       | レッドブル-フェラーリ   | 55   | ギアボックス  | 16       |          |
| リタイア | 19 | オランダの旗       | クリスチャン・アルバース   | MF1-トヨタ              | 46   | スピン        | 22       |          |
| NC       | 22 | 日本の旗           | 佐藤琢磨                   | スーパーアグリ-ホンダ   | 41   | +17 laps      | 21       |          |
| リタイア | 10 | ドイツの旗         | ニコ・ロズベルグ           | ウィリアムズ-コスワース | 25   | 水漏れ        | 14       |          |
| リタイア | 23 | 日本の旗           | 山本左近                   | スーパーアグリ-ホンダ   | 23   | スピン        | 20       |          |
| リタイア | 20 | イタリアの旗       | ヴィタントニオ・リウッツィ | トロ・ロッソ-コスワース | 12   | スピン        | 18       |          |
| リタイア | 3  | フィンランドの旗   | キミ・ライコネン           | マクラーレン-メルセデス | 1    | 接触 ダメージ | 7        |          |
| リタイア | 18 | ポルトガルの旗     | ティアゴ・モンテイロ       | MF1-トヨタ              | 0    | 接触          | 19       |          |

### レース後
表彰式で大きな問題が発生した。優勝したマッサに優勝トロフィを手渡したのは北キプロス・トルコ共和国大統領のメフメト・アリ・タラートであったが、北キプロス・トルコ共和国はトルコしか国家承認していない国である。レース後FIAは「政治的中立性が損なわれたことは容認できない」とし、8月29日までに調査を開始。9月19日までにFIAはトルコ国内協議委員会(TOSFED)、トルコGP主催者(MSO)に対し500万ドル(5億8790万円、当時)の罰金を科した。

## 第14戦終了時点でのランキング
| 順位 | ドライバー               | ポイント |
| ---- | ------------------------ | -------- |
| 1    | フェルナンド・アロンソ   | 108      |
| 2    | ミハエル・シューマッハ   | 96       |
| 3    | フェリペ・マッサ         | 62       |
| 4    | ジャンカルロ・フィジケラ | 52       |
| 5    | キミ・ライコネン         | 49       |

| 順位 | コンストラクター        | ポイント |
| ---- | ----------------------- | -------- |
| 1    | ルノー                  | 160      |
| 2    | フェラーリ              | 158      |
| 3    | マクラーレン-メルセデス | 89       |
| 4    | ホンダ                  | 58       |
| 5    | トヨタ                  | 28       |

## 参照
1. ↑  F1 News > Turks fined only $5m
2. ↑  Domenjoz, Luc et al.. Formula One Yearbook 2006-2007. Chronosports S.A.. p. 176. ISBN 2-84707-110-5
3. 1 2 3  Domenjoz, Luc et al.. Formula One Yearbook 2006-2007. Chronosports S.A.. p. 179. ISBN 2-84707-110-5
4. ↑  “トルコGP表彰式問題、罰金5億8,790万円で解決へ” (2006年9月20日). 2024年4月22日閲覧。